# Henrique Guimarães
Henrique Carlos Serra Azul Guimarães (* 9. září 1972 São Paulo) je bývalý brazilský zápasník–judista, bronzový olympijský medailista z roku 1996.

## Sportovní kariéra
S judem/BJJ začínal v 8 letech v rodném São Paulo na popud matky, která nechtěla aby trávil mnoho času na ulici. Judu se aktivně věnoval od svých 17 let. K vrcholové přípravě ho motivoval úspěch krajana Rogéria Sampaia na olympijských hrách v Barceloně. V roce 1994 se stal brazilskou reprezentační jedničkou v pololehké váze do 66 kg. V roce 1996 uspěl v brazilské olympijské kvalifikaci a startoval na olympijských hrách v Atlantě. Ve čtvrtfinále prohrál na juko s Maďarem Józsefem Csákem, ale přes opravy se probojoval do boje o třetí místo proti Belgičanu Philipu Laatsovi. Taktický zápas opanoval na body a získal bronzovou olympijskou medaili. V roce 1999 dokázal překonat vážné zranění kolene, které ho vyřadil na půl roku z tréninku. V roce 2000 uspěl podruhé při brazilské olympijské kvalifikaci a startoval na olympijských hrách v Sydney. V Sydney vypadl ve druhém kole s Italem Girolamo Giovinazzem. V roce 2004 vyhrál potřetí brazilskou olympijskou kvalifikaci a jako veterán startoval na olympijských hrách v Athénách. V prvním kole si dokázal poradit s mladým Jihokorejcem Pang Kwi-manem, ale v dalším kole nestačil na Dagestánce Magomeda Džafarova z Ruska. Vzápětí ukončil sportovní kariéru. Věnuje se trenérské práci.

## Výsledky
| Turnaj                  | 1992           | 1993           | 1994           | 1995           | 1996           | 1997           | 1998           | 1999           | 2000           | 2001           | 2002           | 2003           | 2004           |
| Turnaj                  | 20             | 21             | 22             | 23             | 24             | 25             | 26             | 27             | 28             | 29             | 30             | 31             | 32             |
| Turnaj                  | pololehká váha | pololehká váha | pololehká váha | pololehká váha | pololehká váha | pololehká váha | pololehká váha | pololehká váha | pololehká váha | pololehká váha | pololehká váha | pololehká váha | pololehká váha |
| ----------------------- | -------------- | -------------- | -------------- | -------------- | -------------- | -------------- | -------------- | -------------- | -------------- | -------------- | -------------- | -------------- | -------------- |
| Olympijské hry          | —              |                |                |                | 3.             |                |                |                | úč.            |                |                |                | úč.            |
| Mistrovství světa       |                | —              |                | 7.             |                | 7.             |                | úč.            |                | —              |                | úč.            |                |
| Panamerické hry         |                |                |                | 3.             |                |                |                | —              |                |                |                | 3.             |                |
| Panamerické mistrovství | —              |                | 2.             |                | 2.             | 3.             | —              | 1.             | —              | —              | 2.             | 1.             | —              |
| MS juniorů              | 2.             |                |                |                |                |                |                |                |                |                |                |                |                |